# 森田望智
森田 望智（もりた みさと、1996年9月13日 - ）は、日本の女優。神奈川県出身。ソニー・ミュージックアーティスツ所属。

## 略歴
2011年、テレビCMで女優としての活動を始める。映画では『一週間フレンズ』（2017年）、『世界でいちばん長い写真』（2018年）などに、ドラマは『パパ活』（2017年）、『賭ケグルイ』（2018年）などに出演。
2019年8月配信開始のネットドラマ『全裸監督』（Netflix）で、主人公である村西とおるの運命を大きく変えることになるヒロイン・恵美（のちの黒木香）役に選ばれ、教養のある女子大生から性の開拓者へ変貌を遂げた女性を演じた。同年10月7日、第24回釜山国際映画祭アジアンフィルムマーケットのアジアコンテンツアワード最優秀新人賞を受賞。同年11月3日未明、FNS27時間テレビのワンコーナーとなる明石家さんまによる「ラブメイト10」で10位に選ばれ、さんまから絶賛された。
2020年1月期日本テレビ系土曜ドラマ『トップナイフ-天才脳外科医の条件-』で民放ゴールデンプライムタイムの連続ドラマに初めてレギュラー出演。同年7月18日、FODにて配信されたドラマ『あの子が生まれる…』でドラマ初主演。同年10月期TBS系金曜ドラマ『恋する母たち』で山下のり子役を演じて、その怪演が話題となり注目を集めた。2023年5月10日から31日まで放送されたフジテレビ系火曜ACTION!『バイバイ、マイフレンド』で地上波連続テレビドラマ初主演。2024年上半期NHK連続テレビ小説『虎に翼』でヒロインの親友・米谷花江役を演じ、『おかえりモネ』以来3年ぶり2度目の朝ドラ出演。

## 人物
身長163cm。
特技はフィギュアスケート、クラシックバレエ。

## 出演
※主演は太字

### 映画
- 友達（2013年）
- 生贄のジレンマ（2013年） - 香川希美 役
- リュウグウノツカイ（2014年） - 結城若菜 役
- キスは命がけ!（2016年） - はるか 役
- 2085年、恋愛消滅。（2016年） - 桐原恵令奈 役
- 一週間フレンズ。（2017年） - 加藤美咲 役
- 世界でいちばん長い写真（2018年） - 吉岡真奈美 役
- ジオラマボーイパノラマガール（2020年11月6日） - マユミ 役[13]
- Bittersand（2021年6月25日） - 原田澄子 役[14]
- さがす（2022年1月21日） - ムクドリ/ 内藤あおい 役[15]
- さよなら、バンドアパート（2022年7月15日） - ユリ 役[16]
- エゴイスト（2023年2月10日） - 看護師 役
- シティーハンター（2024年4月25日、Netflix） -  ヒロイン・槇村香 役[17]
- 火喰鳥を、喰う（2025年10月3日公開予定） - 与沢一香 役[18]
- ナイトフラワー（2025年11月28日公開予定） - 芳井多摩恵 役[19]

### テレビドラマ
- 真夜中のパン屋さん（2013年4月28日 - 6月16日、NHK BSプレミアム）
- 図書館戦争 ブック・オブ・メモリーズ（2015年10月5日、TBS）
- 劇場霊からの招待状 偶像（2015年、TBS）
- AKBホラーナイト アドレナリンの夜（2015年、テレビ朝日）
- 潜入捜査アイドル・刑事ダンス 第6話（2016年11月13日、テレビ東京） - ふじりさ 役
- スリル!〜赤の章〜 第4回（2017年3月15日、NHK総合） - 久野玲子 役
- デッドストック〜未知への挑戦〜 第7話（2017年9月2日、テレビ東京） - 長谷部かつら 役
- 賭ケグルイ 第4話・第5話（2018年2月5日・12日、毎日放送） - 筆頭伝文研員 役
- Iターン（2019年7月13日 - 9月28日、テレビ東京） - めぐみ 役[20]
- これは経費で落ちません! 第7話（2019年9月6日、NHK総合） - 藤見アイ 役[21][22]
- トップナイフ-天才脳外科医の条件-（2020年1月11日 - 3月14日、日本テレビ） - 小沢真凛 役[7]
- 柳生一族の陰謀（2020年4月11日、NHK BSプレミアム） - 阿国 役[23]
- 一億円のさようなら（2020年9月27日 - 11月15日、NHK BSプレミアム・BS4K）- ヒロイン・衣笠夏代（19～33歳）役[24]
- あの子が生まれる…（2020年10月20日〈19日深夜〉 - 12月22日〈21日深夜〉、フジテレビ） - 今泉菜央 役[25]
- 恋する母たち（2020年10月23日 - 12月18日、TBS） - 山下のり子 役[9]
- レッドアイズ 監視捜査班 第6話（2021年2月27日、日本テレビ） - 米野悠香 役[26]
- 連続テレビ小説（NHK総合） 
  - おかえりモネ（2021年6月29日 - 10月29日） - 野坂碧 役[27]
  - 虎に翼（2024年4月1日 - 9月27日） - 米谷（猪爪）花江 役[12]
- 言霊荘（2021年10月9日 - 12月18日、テレビ朝日） - 菊川麻美 役[28]
- つまり好きって言いたいんだけど、（2021年11月18日〈17日深夜〉- 12月23日〈22日深夜〉、テレビ東京）- 白川雪乃 役[29]
- 妻、小学生になる。（2022年1月21日 - 3月25日、TBS） - 守屋好美 役[30]
- 邪神の天秤 公安分析班 第2話 - 最終話（2022年2月20日 - 4月17日、WOWOW） - 北条梓 役
- 雪国 -SNOW COUNTRY-（2022年4月16日、NHK BSプレミアム・BS4K〈3月18日に先行放送〉 / 2023年2月12日、NHK総合） - 葉子 役[31][32][33]
- 作りたい女と食べたい女（2022年11月29日 - 12月14日、NHK総合） - 佐山千春 役[34][35]
  - 作りたい女と食べたい女 シーズン2（2024年1月29日 - 2月29日、NHK総合）[36]
- バイバイ、マイフレンド（2023年5月10日 - 5月31日、フジテレビ） - 早川麻衣 役[11]
- 最高の教師 1年後、私は生徒に■された 第2話 - 最終話（2023年7月22日 - 9月23日、日本テレビ） - 早乙女智美 役[37]
- ザ・トラベルナース（2024年10月17日 - 12月19日、テレビ朝日） - 中村柚子 役[38]
- 恋は闇（2025年4月16日 - 6月18日、日本テレビ） - 内海向葵 役[39]
- いつか、無重力の宙で（2025年9月8日〈予定〉 - 、NHK総合） - 日比野ひかり 役[40]

### ネットドラマ
- パパ活（2017年、dTV・FOD） - 小野ルイ 役
- 宇宙を駆けるよだか（2018年、Netflix） - 金村 役
- 全裸監督（2019年8月8日配信、Netflix） -  ヒロイン・佐原恵美（黒木香）役[41]
- 湘南純愛組!（2020年2月28日、Amazonプライム・ビデオ） - 藤崎志乃美 役[42]
- あの子が生まれる…（2020年7月18日、FOD） - 今泉菜央 役[8]
- 恋する男たち 第3話（2020年11月6日、Paravi） - 山下のり子 役[43]
- 全裸監督2（2021年6月24日、Netflix） - 黒木香 役[44]
- ある視点〜もう一つの言霊荘〜 5.5話「ある視点〜4号室 麻美・5号室 早紀編〜私のもの」（2021年11月6日、AbemaTV） - 菊川麻美 役
- 龍が如く〜Beyond the Game〜（2024年10月25日 - 、Amazon Prime Video） - アイコ 役[45]

### ラジオ
- 青春アドベンチャー「僕たちはもう帰りたい」（2019年、NHK-FM） - 全5回[46]
- 原爆の日ラジオ特集〜被爆オリンピアンが残したメッセージ〜（2021年8月9日、NHKラジオ第一） - 新聞記者 役[47][48]

### CM
- 西武鉄道「企業CM」（2017年 - 2020年） - ちちんぶいぶい秩父[49][50][注 1]
- スクウェア・エニックス「ファイナルファンタジーVII リメイク」（2019年11月3日）[51]
- サントリー「ティーチャーズ ハイランドクリーム」（2023年 - ）[52]

### バラエティ番組
- 全力!脱力タイムズ（2022年1月28日、フジテレビ）
- 突然ですが占ってもいいですか?（2022年3月2日、フジテレビ）[53]

### ミュージックビデオ
- eill「Night D 」（2020年8月）[54]
- マハラージャン「僕のスピな人」（2021年7月）[55]

### 舞台
- 氷艶 hyoen 2025 -鏡紋の夜叉-（2025年7月5日 - 7日、横浜アリーナ）[56]
- 舞台「世界の終りとハードボイルド・ワンダーランド」（2026年1月10日 - 2月1日〈予定〉、東京芸術劇場 プレイハウス / 2月6日 - 8日〈予定〉、仙台銀行ホール イズミティ21 / 2月13日 - 15日〈予定〉、名古屋文理大学文化フォーラム 大ホール / 2月19日 - 23日〈予定〉、兵庫県立芸術文化センター 阪急中ホール / 2月28日・3月1日〈予定〉、J:COM北九州芸術劇場 大ホール） - ハードボイルド・ワンダーランドの司書 / 世界の終りの彼女 役[57][58][59]